# Rudice, Uherské Hradiště
Rudice là một làng thuộc huyện Uherské Hradiště, vùng Zlínský, Cộng hòa Séc.